# Операция «Linebacker»
Операция «Linebacker» («Лайнбэкер» — воздушная наступательная операция США 1972 года во время войны во Вьетнаме.

## Предпосылки
С 1 ноября 1968 года американская авиация прекратила бомбардировки Демократической Республики Вьетнам, продолжавшиеся три с половиной года под кодовым именем «Rolling Thunder». В следующие три года имел место ряд инцидентов, связанных с обстрелом американских самолётов-разведчиков, продолжавших полёты над Северным Вьетнамом.
К 1972 году основная часть наземных войск США покинула Южный Вьетнам. В это же время продолжались мирные переговоры между делегациями США, Северного Вьетнама и НФОЮВ в Париже. 30 марта 1972 года северовьетнамская армия начала самое крупное, на тот момент, наступление на юге (Пасхальное наступление), имея целью помешать осуществлению программы «вьетнамизации» и достичь военных успехов для усиления позиций северовьетнамской делегации на переговорах. В ответ на это президент США Никсон распорядился возобновить бомбардировки Северного Вьетнама южнее 18-й параллели, то есть на небольшой южной части страны. Налёты проводились с 6 апреля в рамках операции «Freedom Train». К концу месяца авиация ВВС и ВМС США получила разрешение на бомбардировки более северных районов страны, были совершены налёты на Хайфон (не подвергавшийся ударам четыре года), а также задействованы стратегические бомбардировщики B-52. Одновременно с этим началось значительное усиление авиационной группировки США в Юго-Восточной Азии — это требовалось не только для атак против Северного Вьетнама, но и для оказания поддержки южновьетнамской армии, отражавшей наступление противника.
К началу мая северовьетнамская армия добилась ряда успехов в ходе своего наступления, крупнейшим из которых был захват города Куангчи, центра одноимённой провинции. В связи с этим Никсон решил ужесточить воздушные операции против Северного Вьетнама. 8 мая американская авиация заминировала гавань Хайфона, через которую страна получала основную часть импорта. 10 мая началась операция «Linebacker» I — масштабное воздушное наступление. Теперь авиация могла наносить удары почти по всей территории Северного Вьетнама.
Целями операции было оказание давления на северовьетнамское руководство, чтобы заставить его прекратить Пасхальное наступление, а также нарушение линий коммуникации и снабжения, по которым наступавшая армия получала боеприпасы, продовольствие и подкрепления.

## Проведение
По американским данным, 10 мая авиация США потеряла 2 самолёта в воздушных боях и 2 сбитыми с земли, сообщая о сбитии 11 вьетнамских истребителей. По современным российским данным, опирающимся на вьетнамскую статистику, в этот день только вьетнамской авиацией было сбито 7 американских самолётов при потере 5 своих. С этого дня начались ежедневные авианалёты на Северный Вьетнам, целями которых становились железнодорожные мосты, военные аэродромы, нефтехранилища и другие ключевые объекты гражданской и военной инфраструктуры страны.
Среди прочего, был уничтожен знаменитый мост «Пасть дракона», который успешно выдержал многочисленные бомбардировки во время операции «Rolling Thunder».
Авиации США удалось, по мнению американских исследователей, нанести значительный ущерб ВВС Северного Вьетнама. Это частично подтверждается российскими источниками, отмечающими, что уже летом 1972 года воздушные бои утратили прежнюю интенсивность и стали носить эпизодический характер. Тем не менее согласно вьетнамским источникам американцы также понесли большие потери.

## Результат
Ущерб от бомбардировок и неудача Пасхального наступления помешала Северному Вьетнаму выиграть войну в 1972 году. Изменение позиций СССР и Китая, заинтересованных в скорейшем прекращении войны, заставили руководство Северного Вьетнама пойти на диалог с американской делегацией в Париже. Значительный прогресс на переговорах привёл к тому, что 23 октября операция «Linebacker I» была закончена. Через три дня глава американской делегации Генри Киссинджер заявил: «Мы уверены, что мир у нас в кармане». Бомбардировки Северного Вьетнама южнее 20-й параллели продолжались для нарушения линий снабжения, ведущих на юг.
В декабре, когда мирные переговоры вновь зашли в тупик, США провели воздушную операцию «Linebacker II», характеризовавшуюся самыми массированными ковровыми бомбардировками военных и гражданских объектов Северного Вьетнама за всё время войны.